# Matage (mécanique)
Pour les articles homonymes, voir Matage.
Le matage est une déformation plastique localisée de la matière sous l'effet d'un choc ou d'une pression élevée.

## Types de matages
Le matage peut être :
- volontaire : 
  - écrasement d'un joint de métal malléable (cuivre, plomb, aluminium) pour assurer l'étanchéité, ou bien travail par repoussage de métal,
  - durcissement de la face de contact entre deux pièces en mouvement l’une par rapport à l’autre, exemple du galetage de la face de contact d’un pivot sur le grain de crapaudine (contrainte de compression et de frottement),
  - superfinition d’une surface de révolution cylindrique par roulage,
  - matage du fil d’une faux obtenu par battage pour en parfaire l’aiguisage ;

- accidentel : 
  - le terme était utilisé pour désigner la dégradation des bouches à feu par la présence de corps étrangers[1],
  - matage des faces de contact entre une clavette et son logement.

## Phénomènes physiques
Pour déterminer la résistance au matage, on calcule la pression de contact :
- si le contact entre les pièces est plan, la pression est uniforme si l'action de contact est normale au plan, ou bien varie de manière linéaire si l'action de contact a une composante de type couple ;
- dans le cas d'un contact cylindre-cylindre (liaison pivot-glissant ou entraînement par rouleaux) ou sphère-sphère (liaison rotule) :
  - si les pièces sont assemblées sans jeu (par exemple H7/g6) et non déformables, on utilise la pression diamétrale,
  - sinon, on utilise la pression maximale donnée par la théorie du contact de Hertz.

Cette pression est ensuite comparée à la pression admissible qui dépend du matériau utilisé :
- de la liaison mécanique : clavette, arbre cannelé, roulement, rotule, dents d'engrenage… ;
- du mode de fonctionnement : régulier ou avec à-coups, sans choc ou avec choc (par exemple jeu important), avec ou sans graissage…

Ces valeurs sont établies par des laboratoires d'essais. Pour un acier standard (acier non-allié type S235 ou E355, de limite élastique Re respectivement 235 et 355 MPa), on utilise souvent des valeurs entre 10 et 20 MPa. Pour ces aciers, les pressions admissibles s'étagent entre 0,5 MPa (embrayage, système vis-écrou pour machine-outil) et 115 MPa (lorsqu'il ne subit aucun à-coup).
| Contact entre pièces fixes                                      | Pression admissible (MPa) |
| --------------------------------------------------------------- | ------------------------- |
| Sur acier ou fonte sans matage                                  | 80 à 100                  |
| Sur acier ou fonte avec léger matage, ou sur béton              | 200 à 250                 |
| Contact entre filets (vis/écrou ou taraudage)                   | 15 à 30                   |
| Contact entre pièces mobiles                                    | Pression admissible (MPa) |
| Contact entre filets mobiles en fonctionnement (vis sans fin)   | 2 à 6                     |
| articulations en porte-à-faux                                   | 0,5 à 8                   |
| Articulations en chape (ou fourchette)                          | 1 à 25                    |
| Paliers rigides avec flexion de l'arbre ; acier/fonte           | 1 à 1,5                   |
| Paliers à rotule, acier sur bronze avec graissage intermittent  | 1,5 à 2,4                 |
| Paliers acier trempé/bronze, lubrification sur film d'huile     | 2,5 à 4                   |
| Paliers rectifiés de bielles, graissage normal ou sans pression | 6 à 15                    |
| moteurs (automobile, aviation) ; rotules de coussinets          | 10 à 25                   |

| Matériaux constitutifs des pièces assemblées | Matériaux constitutifs des pièces assemblées                  | Matériaux constitutifs des pièces assemblées                  | Contrainte maximale admissible (MPa) |
| Nature                                       | Désignation, caractéristiques, traitement                     | Désignation, caractéristiques, traitement                     | Contrainte maximale admissible (MPa) |
| -------------------------------------------- | ------------------------------------------------------------- | ------------------------------------------------------------- | ------------------------------------ |
| Acier                                        | État recuit                                                   | 0,16 ≤ C % ≤ 0,22                                             | 240                                  |
| Acier                                        | État recuit                                                   | 0,35 ≤ C % ≤ 0,40                                             | 280                                  |
| Acier                                        | État recuit                                                   | 0,42 ≤ C % ≤ 0,48                                             | 320                                  |
| Acier                                        | État trempé et revenu                                         | R > 900 MPa                                                   | 750                                  |
| Acier                                        | État trempé et revenu                                         | R > 1 200 MPa                                                 | 1 000                                |
| Acier                                        | Cémenté                                                       | Épaisseur cémentée 0,6 mm                                     | 1 400                                |
| Acier                                        | Cémenté                                                       | Épaisseur cémentée 1 mm                                       | 1 800                                |
| Acier inoxydable                             | X8CrNiS18.9 (Z10 CN 18.09)                                    | 500 < Rm < 700 MPa                                            | 210                                  |
| Fonte                                        | Ft 25                                                         | Ft 25                                                         | 450                                  |
| Fonte                                        | Malléable Perlitique MN 550-4 À graphite sphéroïdal FGS 500-7 | Malléable Perlitique MN 550-4 À graphite sphéroïdal FGS 500-7 | 550                                  |
| Alliage léger                                | A-S 10 G-Y20/Y30                                              | A-S 10 G-Y20/Y30                                              | 80                                   |
| Alliage léger                                | A-S 10 G-Y23/Y33                                              | A-S 10 G-Y23/Y33                                              | 130                                  |
| Alliage léger                                | A-S 9 U3-Y4                                                   | A-S 9 U3-Y4                                                   | 180                                  |
| Alliage léger                                | AU 5GT-Y24                                                    | AU 5GT-Y24                                                    | 180                                  |
| Matériau composite Fibre de verre            | —                                                             | —                                                             | 120                                  |

## Galerie d’images

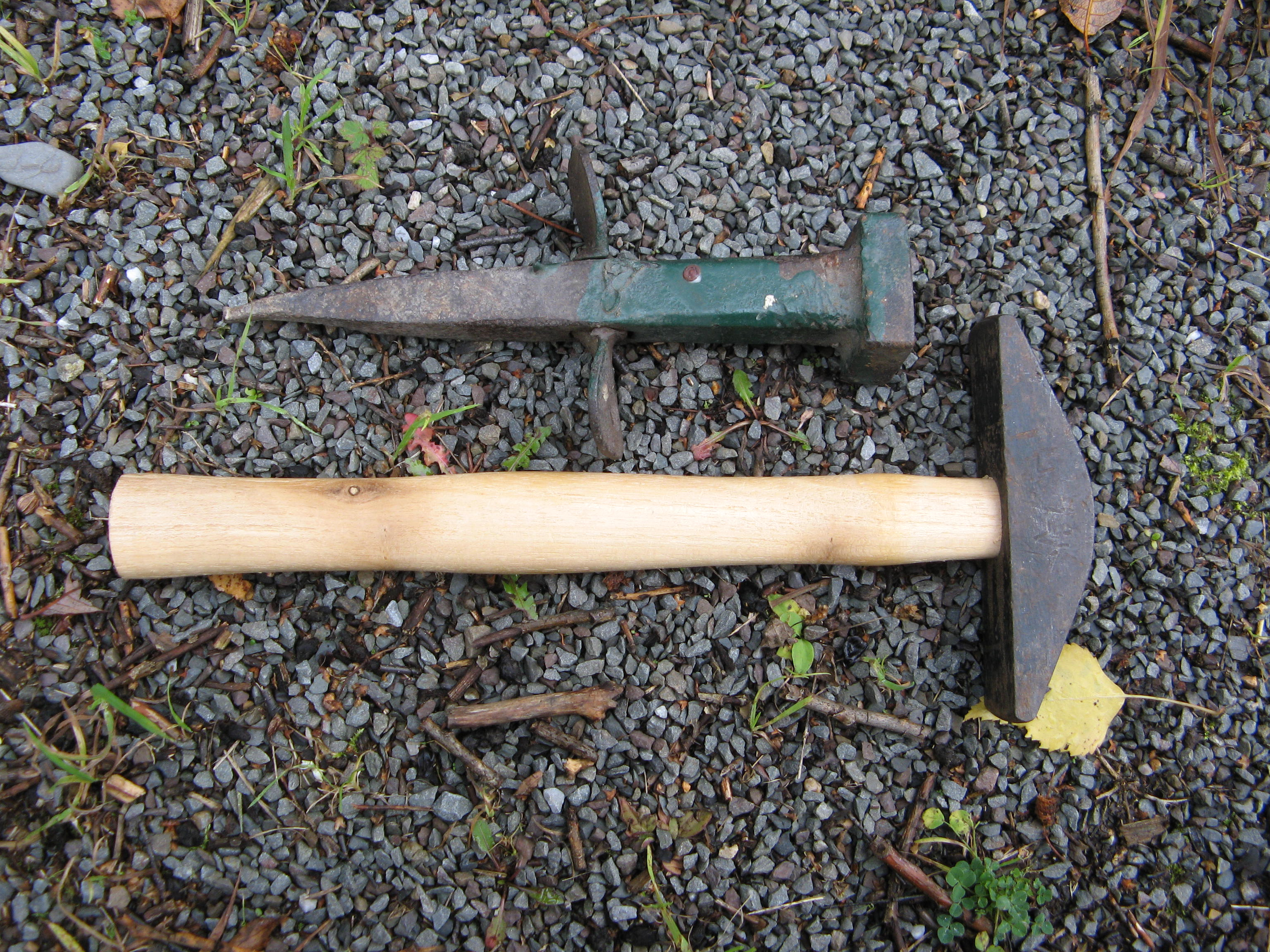
Enclume et marteau pour battre une faux
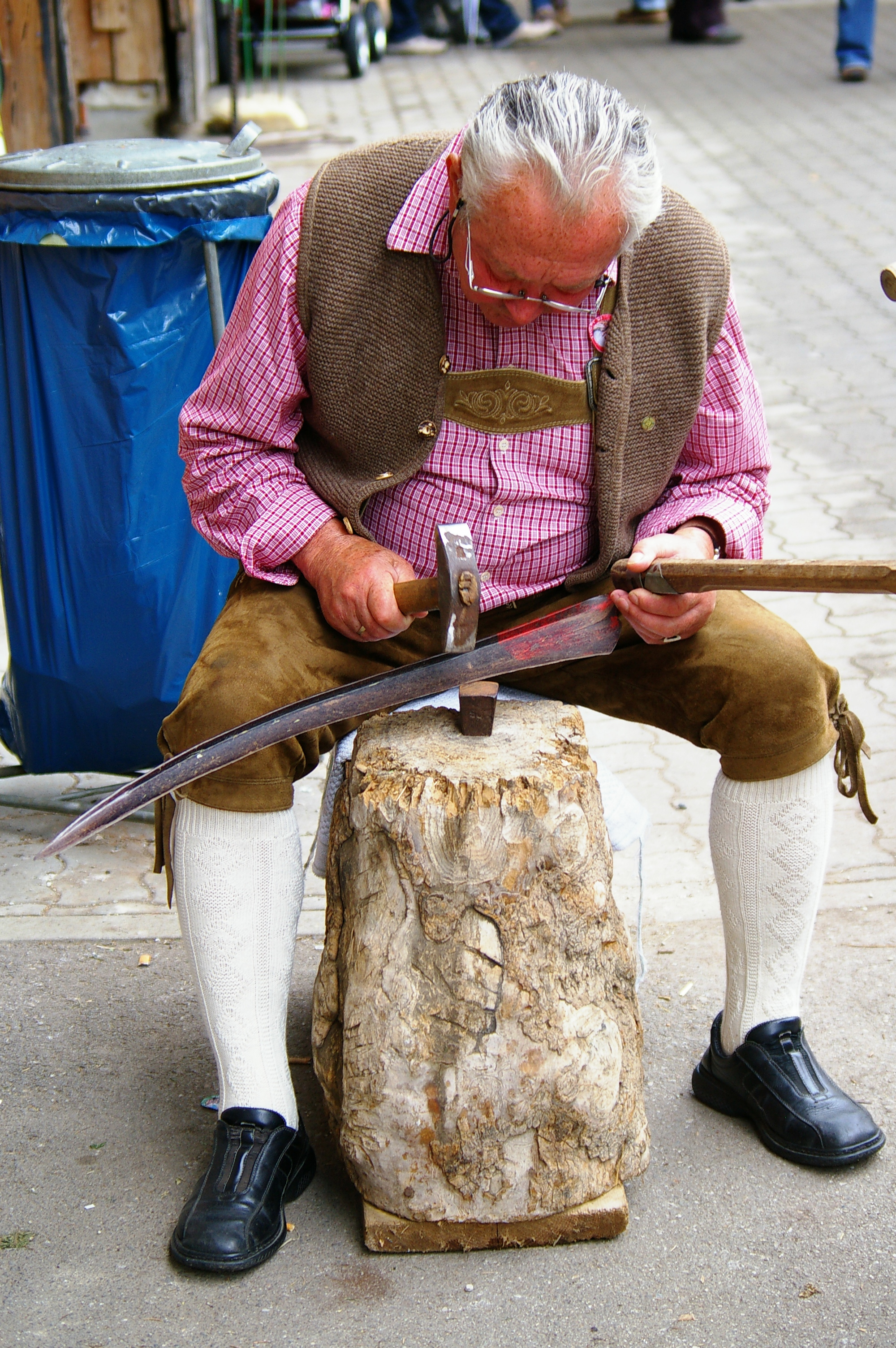
Battage ou martelage sur billot
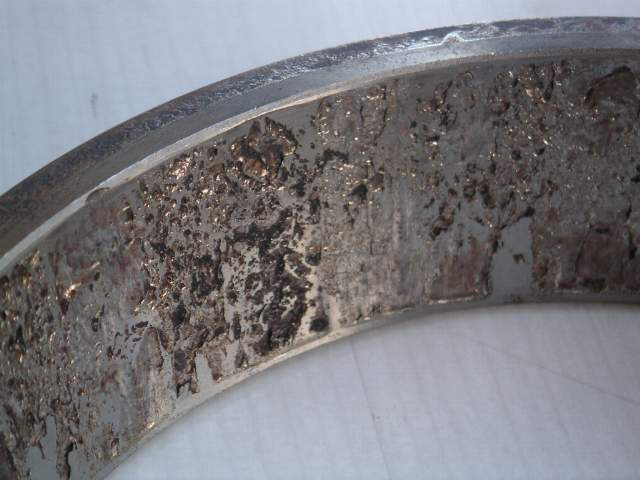
Écaillage d'une bague extérieure d'un roulement à la suite d'un matage